# Rainer Wilk
Rainer Wilk (* 22. November 1963) ist ein ehemaliger deutscher Fußballprofi.

## Laufbahn
Wilk begann mit dem Fußballspielen bei der SG Falkendiek 08 aus Herford. Er gehörte zum Kader der deutschen U-20-Männer, die 1981 die Weltmeisterschaft in Australien gewinnen konnten. Dabei war Rainer Wilk Ersatztorhüter hinter Rüdiger Vollborn, unter dem damaligen Trainer Dietrich Weise. Die Verantwortlichen für den Profikader von Arminia Bielefeld erkannten das große Talent und holten Wilk 1982 aus der eigenen Jugend in die A-Mannschaft des Bundesligisten. Dort war er zunächst nur dritter Torwart hinter Olli Isoaho sowie Volker Diergardt. Ab 1983/84 stand Wolfgang Kneib im Bielefelder Tor; Wilk rückte zur Nummer zwei auf und konnte in der Saison 1984/85 seine beiden einzigen Bundesligaeinsätze verbuchen. Er wechselte über den SC Herford zu Eintracht Braunschweig in die 2. Bundesliga, kam aber dort auch nicht zum Zuge und war hinter Jörg Hoßbach Ersatzkeeper. In der Saison 1986/87 stiegen die Braunschweiger in den Amateurfußball ab. Wilk absolvierte vier Zweitligaspiele, kehrte aber nicht mehr in den Profifußball zurück. Im Jahre 1988 schloss er sich dem Oberligisten SC Verl an und wurde in der Saison 1990/91 mit den Ostwestfalen Meister. In der Aufstiegsrunde verpassten die Verler jedoch den Sprung in die 2. Bundesliga. Ein Jahr später beendete Wilk seine Karriere.